# إسباسا كالبي
كانت إسباسا كالبي (بالإسبانية: Espasa-Calpe) دار نشر إسبانية منذ عام 1925، نتجت عن اتحاد إسباسا، التي تأسست عام 1860، وكالبي، التي تأسست عام 1918. وظلت دار نشر واحدة حتى عام 1991، عندما استحوذت عليها مجموعة بلانيتا، مع الحفاظ على دورها التحريري تحت اسم دار إسباسا للنشر.